# Ceruncina translineata
Ceruncina translineata är en fjärilsart som beskrevs av Walker 1863. Ceruncina translineata ingår i släktet Ceruncina och familjen mätare. Inga underarter finns listade i Catalogue of Life.